# Erythrogonia jumaca
Erythrogonia jumaca är en insektsart som beskrevs av Medler 1963. Erythrogonia jumaca ingår i släktet Erythrogonia och familjen dvärgstritar. Inga underarter finns listade i Catalogue of Life.